# Гопник, Хаскель Моисеевич

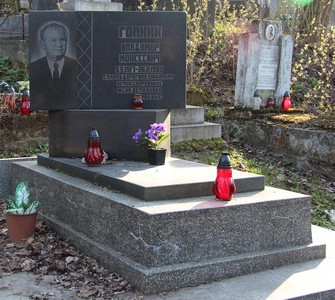

Хаскель (Владимир) Моисеевич Гопник (1917, Житомир — 1989, Львов) — советский военный деятель, штурман 948-го штурмового авиационного полка 308-й штурмовой авиационной дивизии 3-го штурмового авиационного корпуса 2-й воздушной армии 1-го Украинского фронта, Герой Советского Союза (1945), полковник в отставке.

## Биография
Родился 5 мая 1917 года в Житомире в семье служащего. Еврей. 

Образование среднее. В Советской Армии с 1937 года. В 1940 году окончил Чугуевское военное авиационное училище. Член ВКП(б)/КПСС с 1943 года. 

В боях Великой Отечественной войны штурман 948-го штурмового авиационного полка 308-й штурмовой авиационной дивизии 3-го штурмового авиационного корпуса 2-й воздушной армии с марта 1943 года. К апрелю 1945 года совершил 122 боевых вылета на уничтожение живой силы и боевой техники противника, в воздушных боях сбил 5 вражеских самолётов. Звание Героя Советского Союза присвоено 27 июня 1945 года. Золотая Звезда № 8035.

В 1947 году окончил высшую авиационную школу штурманов в Краснодаре. С 1960 года — полковник в запасе.
Жил в городе Львове, работал директором кинотеатра. Здесь сменил своё имя на Владимир.
Умер 26 ноября 1989 года, похоронен во Львове на Лычаковском кладбище (поле 60а).

## Награды и звания
- Звание Герой Советского Союза. Указ Президиума Верховного Совета СССР от 27 июня 1945 года:
  - Орден Ленина,
  - Медаль «Золотая Звезда» № 8035.
- Орден Красного Знамени. Приказ Военного совета 15 воздушной армии № 81/н от 7 ноября 1943 года.
- Орден Красного Знамени. Приказ Военного совета 3 воздушной армии № 387 от 30 сентября 1944 года.
- Орден Александра Невского. Приказ Военного совета 1 воздушной армии № 49/н от 8 августа 1944 года.
- Орден Отечественной войны I степени. Указ Президиума Верховного Совета СССР от 11 марта 1985 года.
- Орден Красной Звезды. Приказ командира 308 штурмовой авиационной дивизии № 8/н от 11 августа 1943 года.
- Орден Красной Звезды.
- Медаль «За победу над Германией в Великой Отечественной войне 1941—1945 гг.». Указ Президиума Верховного Совета СССР от 9 мая 1945 года.
- Медали СССР.